# Willits
Willits est une ville américaine située dans le comté de Mendocino en Californie. En 2010, sa population était de 4 888 habitants.

## Démographie
| 1860 | 1870 | 1880 | 1890 | 1900 | 1910  |
| ---- | ---- | ---- | ---- | ---- | ----- |
| 431  | 946  | 153  | 815  | 791  | 1 153 |

| 1920  | 1930  | 1940  | 1950  | 1960  | 1970  |
| ----- | ----- | ----- | ----- | ----- | ----- |
| 1 468 | 1 424 | 1 625 | 2 691 | 3 410 | 3 091 |

| 1980  | 1990  | 2000  | 2010  | - | - |
| ----- | ----- | ----- | ----- | - | - |
| 4 008 | 5 027 | 5 073 | 4 888 | - | - |

## Source de la traduction
- (en) Cet article est partiellement ou en totalité issu de l’article de Wikipédia en anglais intitulé « Willits, California » (voir la liste des auteurs).